# Williamsburg (Massachusetts)
Williamsburg est une ville américaine située dans le comté de Hampshire dans l’État du Massachusetts.

## Géographie
Selon le Bureau du recensement des États-Unis, la ville a une superficie totale de 66,6 km2 (dont 66,2 km2 sont des terres et 0,4 km2, soit 0,53%, sont des eaux). En plus du village principal de Williamsburg, situé près du centre de la ville, la ville comprend les villages de Haydenville et de Searsville. La rivière Mill coule vers le sud-est depuis le village de Williamsburg, où les branches Est et Ouest se rejoignent, en passant par Haydenville et Northampton, pour se jeter dans le Connecticut.
La route 9 du Massachusetts est la principale route traversant la ville, menant au centre de Northampton et à Pittsfield. La Route 143 du Massachusetts mène à l'ouest du village de Williamsburg vers Chesterfield et Worthington.

## Histoire
La région a été colonisée pour la première fois en 1735 et la commune a été officiellement constituée en 1771. Un siècle plus tard, le 16 mai 1874, une inondation le long de la rivière Mill de Williamsburg a fait 139 morts et laissé près de 800 victimes sans abri dans tout le comté de Hampshire. Le déluge s'est produit lorsque le barrage d'une retenue d'eau à Williamsburg a cédé de manière inattendue, envoyant un mur d'eau de vingt pieds de haut (soit environ 6 mètres) dans la vallée en contrebas.

## Personnalités liées à la commune
- Jessie Tarbox Beals (1870-1942), célèbre photographe américaine. Elle a commencé sa carrière professionnelle dans cette petite ville, en y enseignant (dans une classe unique à l'époque), et c'est ici qu'elle a découvert aussi l'activité de photographe[3].